# Serhiy Drozdov
Pour les articles homonymes, voir Drozdov.
Serhiy Semenovitch Drozdov (en ukrainien : Сергій Семенович Дроздов) est un général ukrainien et qui fut commandant Force aérienne ukrainienne de 2015 à 2021.
Il est diplômé de l'École supérieure d'aviation de Tchernihiv en 1983, de l'académie militaire d'aviation Gagarine en 1995. Il a été pilote sur L-39, An-26, MiG-21, MiG-29, Su-27, and Mi-8 avec plus de deux mille heures de vol. Il fut le commandant de la force aérienne ukrainienne entre le 20 juillet 2015 9 août 2021.
Il a été mis en cause lors de l'Accident aérien de Tchouhouïv.
Il présentait, en mars 2021, le Air Force Vision 2035 qui prévoyait l'intégration au niveau 4++ de l'aviation ukrainienne avec des Gripen ou des F-15 et préparait la 5e sur F-35. Ce rapport mettant aussi en avant le rôle de la force anti-aérienne et proposait la mise en service de nouveaux missiles de moyenne portée pour 2025.

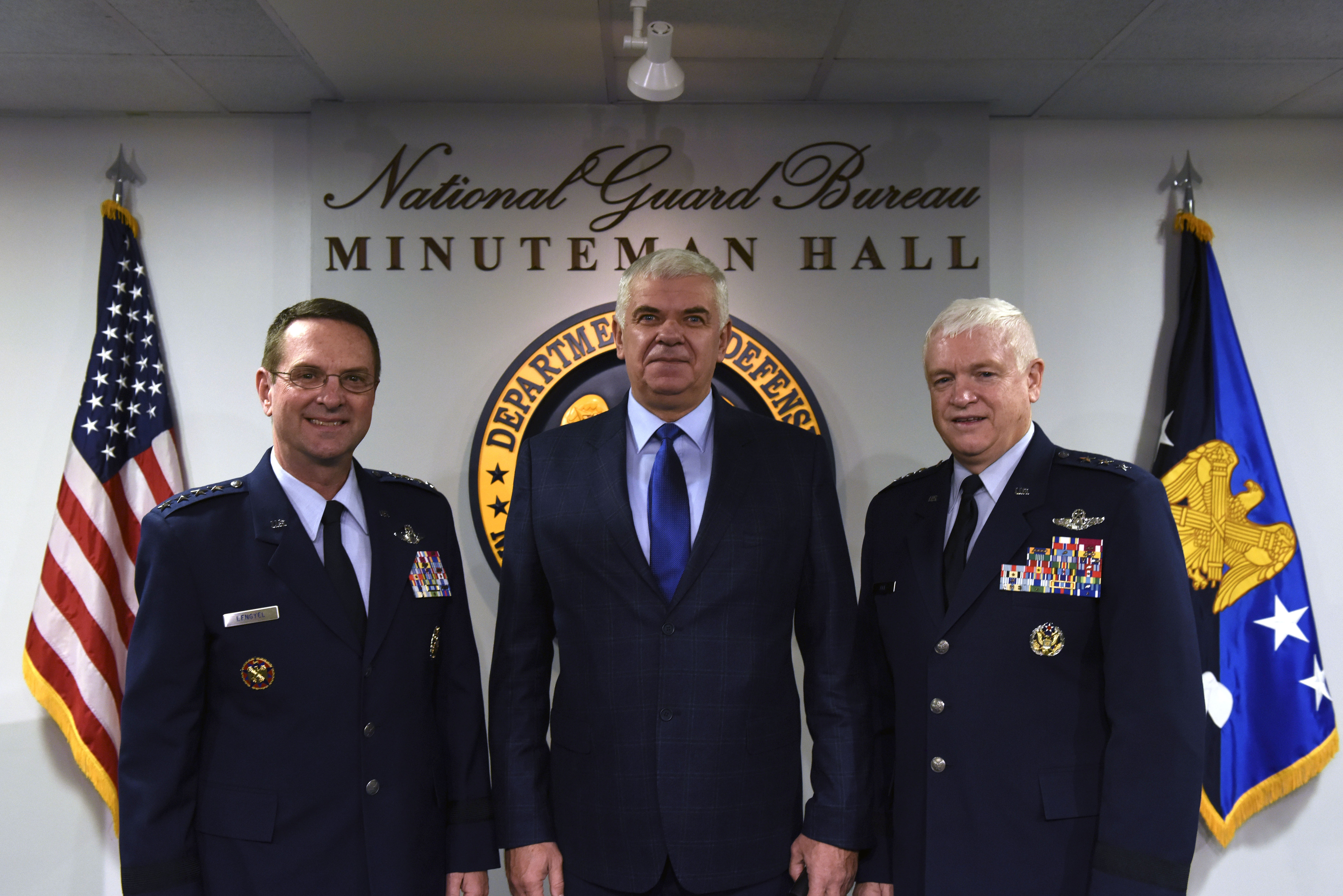
En 2018 au Pentagone avec Joseph Lengyel et Scott Rice de la Garde nationale.